# NGC 2773
NGC 2773 ist eine Spiralgalaxie vom Hubble-Typ Sa? im Sternbild Krebs auf der Ekliptik. Sie ist schätzungsweise 240 Millionen Lichtjahre von der Milchstraße entfernt.
Das Objekt wurde am 6. März 1864 von dem Astronomen Albert Marth entdeckt.